# Kinjiktile
Kinjiktile właśc. Kinjiktile „Bakero” Ngwale (ur.?, zm. 10 sierpnia 1905) – wizjoner i medium, przywódca antyniemieckiego powstania Maji-Maji w Niemieckiej Afryce Wschodniej. Przed powstaniem był szamanem, zajmował się leczeniem przy użyciu naturalnych środków, a także odprawianiem rytuałów, nakładaniem i zdejmowaniem klątw. Był również muzykantem. Stworzył sektę Maji-Maji (w języku suahili słowo znaczy „woda”), w późniejszym okresie jej głównym celem była walka wyzwoleńcza przeciw Niemcom. Kinjiktile nakłonił lud do powstania. Ludzie ślepo wierzący, że moc jego magii zmieniającej niemieckie kule w krople wody z chęcią wcielali się do armii rebeliantów. W większości uzbrojeni w dzidy zostali zmasakrowani przez Niemców. Kinjiktile został schwytany przez Niemców, osądzony i powieszony.